# Namalycastis terrestris
Namalycastis terrestris är en ringmaskart som först beskrevs av Pflugfelder 1933.  Namalycastis terrestris ingår i släktet Namalycastis och familjen Nereididae. Inga underarter finns listade i Catalogue of Life.